# Piazza Napoleone
Piazza Napoleone, comunemente indicata come Piazza Grande, è la principale piazza di Lucca.

## Storia
In questa zona fu costruita la vastissima Fortezza Augusta, residenza di Castruccio Castracani dove si trovava anche il suo palazzo costruito pare su disegno di Giotto. L'enorme complesso, che copriva circa un quinto della città, venne distrutto a furor di popolo nel 1370. Successivamente i resti dell'Augusta furono restaurati da Paolo Guinigi per realizzare una nuova opera difensiva. Il nuovo complesso architettonico fu chiamato Cittadella di Lucca, ma anch'esso venne parzialmente distrutto dopo la caduta del signore di Lucca nel 1430. Infine sulle ceneri della Cittadella fu innalzata la struttura del Palazzo Ducale, tuttora presente.

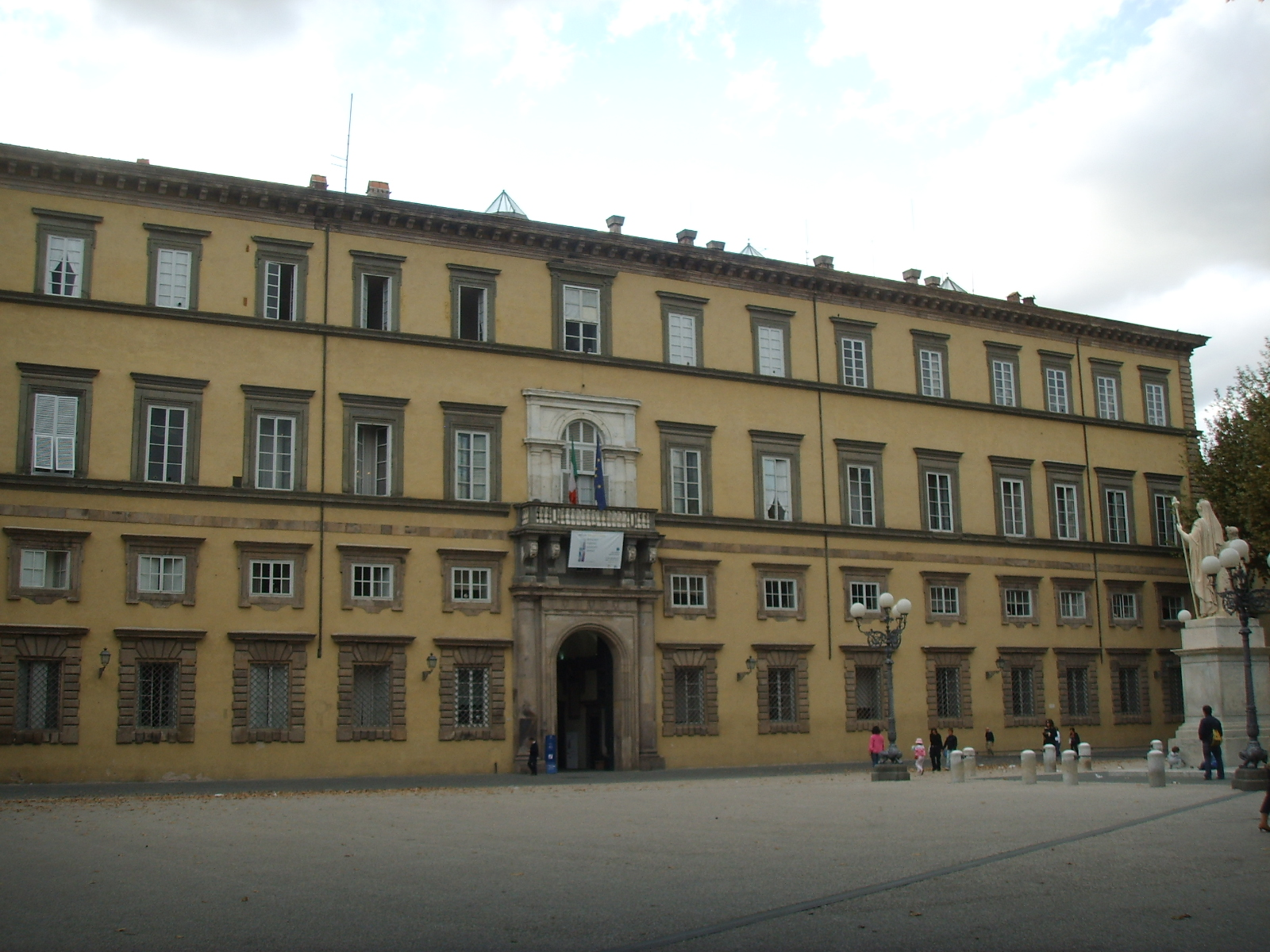
Veduta frontale del Palazzo Ducale (Lucca) in piazza Napoleone

La piazza nacque nel 1806 durante la dominazione napoleonica del Principato di Lucca da parte di Elisa Bonaparte Baciocchi (a partire dal 1805 fino al 1815), sorella dell'imperatore Napoleone. Questo è il motivo per il quale venne intitolata all'imperatore francese. Sotto la regia dell'architetto del principato Giovanni Lazzarini e del francese Pierre-Theodore Bienimé, la piazza si sviluppò spianando le abitazioni, le poste, i magazzini del sale e perfino la chiesa di San Pietro Maggiore che si trovavano in quel luogo: l'idea era quella di dare maggior importanza e respiro al Palazzo Ducale, fulcro della vita pubblica ottocentesca lucchese e di porre un'enorme statua di Napoleone al centro della piazza, per manifestare gratitudine nei confronti dell'imperatore.
Il progetto sfumò nel 1815 con il Congresso di Vienna, quando il Principato fu trasformato in Ducato e fu affidato al comando di Maria Luisa di Borbone-Spagna (dal 1815 al 1824) che incaricò Lorenzo Nottolini di ristrutturare i locali del Palazzo Ducale e pose al centro della piazza, al posto della statua di Napoleone, un monumento in onore della stessa Maria Luisa, scolpito da Lorenzo Bartolini (1843).

## Monumenti
In piazza Napoleone si trova il Palazzo Ducale, anche detto "Palazzo Pubblico", che occupa tutto il lato ovest della piazza. Esso è attualmente sede della Prefettura e della Provincia di Lucca.
La piazza è stata adibita fino al 1998 a parcheggio, il quale è stato rimosso successivamente ad una ristrutturazione con ripavimentazione. Durante gli scavi sono state temporaneamente portate alla luce le antiche fondazioni degli edifici rasi al suolo nel periodo napoleonico.

## Eventi
Nella Piazza hanno luogo i concerti del Lucca Summer Festival. Vi è la presenza a periodi alterni di una giostra e di una pista del ghiaccio durante le festività natalizie.